# سينما المملكة المتحدة
كان للمملكة المتحدة مجال صناعة أفلام مهم لأكثر من قرن. في حين وصل إنتاج الأفلام إلى أعلى مستوى له على الإطلاق في عام 1936، يُعتقد عادةً أن «العصر الذهبي» للسينما البريطانية وُجد في أربعينيات القرن العشرين، وخلاله قدم المخرجون ديفيد لين، ومايكل باول (مع إميريك برسبرغر)، وكارول ريد أكثر أعمالهم استحسانًا. حقق العديد من الممثلين البريطانيين نجاحًا نقديًا واعترافًا عالميًا، مثل ماجي سميث، وروجر مور، ومايكل كين، وشون كونري، ودانيال داي لويس، وجودي دينش، وجاري أولدمان، وإيما تومسون، وكيت وينسليت. بعض الأفلام التي حققت أكبر عائد على الإطلاق في شباك التذاكر أُنتجت في المملكة المتحدة، بما في ذلك ثالث ورابع أعلى سلاسل الأفلام ربحًا (هاري بوتر وجيمس بوند).
غالبًا ما كانت هوية صناعة الأفلام البريطانية، خاصة فيما يتعلق بهوليوود، محل جدل. تأثر تاريخها في الغالب بمحاولات التنافس مع الصناعة الأمريكية. تميزت مهنة المنتج ألكسندر كوردا بهذه الغاية، وحاولت ذلك كل من منظمة رانك في أربعينيات القرن الماضي، ومنظمة أفلام جولد كرست في الثمانينيات. حقق العديد من المخرجين المولودين في بريطانيا؛ بما في ذلك ألفريد هيتشكوك، وكريستوفر نولان، وريدلي سكوت، وفناني الأداء، مثل تشارلي شابلن، وكاري غرانت؛ النجاح بشكل أساسي من خلال عملهم في الولايات المتحدة.
في عام 2009، حققت الأفلام البريطانية نحو ملياري دولار في جميع أنحاء العالم، وحققت حصة في السوق تبلغ حوالي 7% على مستوى العالم، و17% في المملكة المتحدة. بلغ إجمالي إيرادات شباك التذاكر في المملكة المتحدة 1.1 مليار جنيه إسترليني في عام 2012، مع 172.5 مليون اعتراف.
قدم معهد الفيلم البريطاني استطلاعًا لما يُعتبر أفضل 100 فيلم بريطاني على الإطلاق، وهي قائمة بي أف آي لأفضل 100 فيلم بريطاني. تعد جوائز الأكاديمية البريطانية لفنون السينما والتلفزيون السنوية التي تستضيفها البي أيه أف تي أيه بمثابة المكافئ البريطاني لجوائز الأوسكار.

## تاريخها

### أصولها والأفلام الصامتة
صوّر أول فيلم صورة متحركة في العالم في ليدز من قبل لويس لو برنس في عام 1888، وأول صور متحركة طُورت على فيلم سينمائي صُنع في هايد بارك، لندن عام 1889 من قبل المخترع البريطاني وليام فريز جرين، الذي مُنح براءة اختراع في عام 1890.
كان روبرت دبليو بول، وبيرت أكريس أول من قاما ببناء وتشغيل كاميرا 35 مم في بريطانيا. أنتجا حادثة في منزل كلوفيلي، وهو أول فيلم بريطاني في فبراير 1895، قبل وقت قصير من حصدهم على براءة اختراع الكاميرا. سرعان ما افتتحت العديد من شركات الأفلام البريطانية لتلبية الطلب على الأفلام الجديدة، مثل ميتشل وكينيون في بلاكبيرن.

### فترة الأفلام الصوتية المبكرة
أسّس المحامي الأسكتلندي جون ماكسويل مؤسسة الصورة البريطانية المترابطة في عام 1927. واجه الملاك الأصليون للمرافق، بمن فيهم مدير الإنتاج هربرت ويلكوكس، صعوبات مالية. غالبًا ما يُنظر إلى أحد أفلام الشركة المبكرة، وهو فيلم ألفريد هيتشكوك ابتزاز (1929)، كأول فيلم صوتي بريطاني. كان كلامًا جزئيًا مع سجلّ متزامن ومؤثرات صوتية. في وقت سابق من عام 1929، أُصدر أول فيلم صوتي كامل بريطاني دليل الدبوس الجديد.

### الحرب العالمية الثانية
بدأ همفري جينينغز حياته المهنية كصانع أفلام وثائقية قبل الحرب مباشرة، وفي بعض الحالات كان يعمل بالتعاون مع المخرجين المشاركين. فيلم لندن تستطيع أن تأخذها (مع هاري وات، 1940) فصّل الحرب الخاطفة، في حين فيلم استمع لبريطانيا (مع ستيوارت مكاليستر، 1942) تمحور حول الجبهة الداخلية. تولت وحدة أفلام التاج التابعة لوزارة الإعلام مسؤوليات وحدة أفلام جي بي أو في عام 1940. كان بول روتا، وألبرتو كافالكانتي، زملاء في جينينغز. بدأت الأفلام البريطانية في الاستفادة من التقنيات الوثائقية؛ انضم كافالكانتي إلى إيلينغ في فيلم انقضى اليوم بشكل جيد؟ (1942).

### سينما ما بعد الحرب
في نهاية الأربعينيات، أصبحت منظمة رانك، التي تأسست في عام 1937 من قبل جي آرثر رانك، القوة المهيمنة وراء صناعة الأفلام البريطانية، بعد أن حصلت على عدد من الاستوديوهات البريطانية وسلسلة جامونت (في عام 1941) لإضافتها إلى صالات سينما أوديون. أدت أزمة رانك المالية الخطيرة في عام 1949، إذ تعرض لخسارة كبيرة ودين، إلى انكماش إنتاجه السينمائي. من الناحية العملية، حافظ رانك على احتكار الصناعة مع مؤسسة الصورة البريطانية المترابطة (التي ضُمت لاحقًا لإيمي) لسنوات عديدة.

## الواقعية الاجتماعية
حاول صانعو أفلام الموجة البريطانية الجديدة إنتاج أفلام واقعية اجتماعية (انظر: «واقعية حوض المطبخ»)، إذ حاولوا في أفلام روائية تجارية أصدرت بين عامي 1959 و1963 نقل روايات طيف أوسع من الناس في بريطانيا أكثر مما نقلته الأفلام السابقة للبلاد. شارك هؤلاء الأفراد، وخاصةً كاريل رايس، وليندساي أندرسون، وتوني ريتشاردسون، أيضًا في مجلة أوكسفورد السينمائية التي لم تدم طويلًا سيكوانس، وحركة الأفلام الوثائقية «السينما الحرة». أكد بيان صاغه أندرسون عام 1956 عن السينما الحرة، أنه: «لا يمكن أن يكون أي فيلم شخصيًا جدًا. الصورة تتحدث. الأصوات تتضخم وتعلّق. الحجم ليس مهمًا. الكمال ليس هدفًا. الموقف يعني أسلوبًا. الأسلوب يعني موقفًا».

### 1960
مع تقدم الستينيات، عادت الاستوديوهات الأمريكية إلى دعم الأفلام البريطانية ماليًا، وخاصة تلك التي استفادت من صورة «لندن المتأرجحة» التي نشرتها مجلة تايم في عام 1966. أفلام مثل حبيبتي، والموهبة... وكيفية الحصول عليها (كلاهما في 1965)، وألفي، وفتاة جورجي (كلاهما في 1966)، استكشفوا جميعًا هذه الظاهرة. أظهر فيلم انفجار (أيضًا في 1966)، ولاحقًا نساء عاشقات (1969)، عُريًا كاملًا للإناث ثم للذكور على الشاشة في الأفلام البريطانية السائدة لأول مرة.
في الوقت ذاته، قام منتجو الأفلام هاري سالتزمان، وألبرت ر. بروكولي بدمج الجنس مع المواقع الغريبة، والعنف العرضي، وفكاهة المرجعية الذاتية في سلسلة جيمس بوند الناجحة بشكل مذهل مع شون كونري في الدور الرئيسي.

### 1970 إلى 1980
خفضت الاستوديوهات الأمريكية الإنتاج البريطاني، وفي كثير من الحالات سحبت تمويلها بالكامل. كانت الأفلام الممولة من قبل الأسهم الأمريكية ما زالت تُصنع، بما في ذلك فيلم الحياة الخاصة لشرلوك هولمز لبيلي وايلدر (1970)، ولكن أصبح من الصعب الحصول على الأموال لبعض الوقت.

### 1980 إلى 1990
في عام 1980، أنتج 31 فيلم بريطاني فقط، أي انخفاض بنسبة 50% عن العام السابق وأقل رقم منذ عام 1914، وانخفض الإنتاج مرة أخرى في عام 1981 إلى 24 فيلمًا. عانت الصناعة من ضربات أخرى بسبب انخفاض نسبة رواد السينما، التي وصلت إلى مستوى قياسي منخفض بلغ 54 مليون في عام 1984، وإلغاء إقرار إيدي ليفي الضريبي لعام 1957 في العام ذاته.

### 1990 إلى 2000
بالمقارنة مع الثمانينيات، ارتفع الاستثمار في إنتاج الأفلام بشكل كبير. في عام 1989، كان الاستثمار السنوي لا يتجاوز 104 مليون جنيه استرليني. بحلول عام 1996، ارتفع هذا الرقم إلى 741 مليون جنيه استرليني. ومع ذلك، فإن الاعتماد على التمويل من هيئات البث التلفزيوني مثل بي بي سي والقناة 4 يعني أن الميزانيات كانت غالبًا منخفضة وأن الإنتاج المحلي كان مجزًأً للغاية: اعتمدت صناعة الأفلام في الغالب على الاستثمار الداخلي في هوليوود.

### 2000 إلى 2010
كان العقد الأول من القرن الحادي والعشرين ناجحًا نسبيًا لصناعة الأفلام البريطانية. وجدت العديد من الأفلام البريطانية جمهورًا دوليًا واسعًا بسبب التمويل المقدم من البي بي سي، والقناة 4، ومجلس الأفلام البريطاني؛ وبعض شركات الإنتاج المستقلة، مثل وركينج تايتل، حصلت على تمويل وتوزيع مع الاستوديوهات الأمريكية الكبرى. حققت وركينج تايتل ثلاثة نجاحات دولية كبرى، كلها بطولة هيو جرانت وكولين فيرث، مع الكوميديا الرومانسية مذكرات بريدجيت جونز (2001)، الذي حقق 254 مليون دولار في جميع أنحاء العالم؛ وتتمته بريدجيت جونز: حافة العقل، الذي كسب 228 مليون دولار؛ وفيلم المُخرج ريتشارد كيرتس الأول الحب الحقيقي (2003)، والذي حقق 239 مليون دولار. الأكثر نجاحًا على الإطلاق هو ماما ميا! (2008) لفيليدا لويد، والذي حقق 601 مليون دولار.

### 2010 حتى الآن
في 26 يوليو 2010، أُعلن أن مجلس الفيلم البريطاني، الذي كان الهيئة الرئيسية المسؤولة عن تطوير الترويج للسينما البريطانية خلال العقد الأول من القرن الحالي، سيُلغى، مع تولي العديد من وظائف الأقسام الملغاة من قبل معهد الأفلام البريطاني. قام الممثلون والمهنيون، بما في ذلك جيمس ماكافوي، وإميلي بلانت، وبيت بوستليثوايت، وداميان لويس، وتيموثي سبال، ودانيال باربر، وإيان هولم، بحملة ضد إلغاء المجلس. أدت هذه الخطوة أيضًا إلى قيام الممثل والمخرج الأمريكي كلينت إيستوود (الذي صوّر فيلم الآخرة في لندن) بالكتابة إلى وزير الخزانة البريطاني جورج أوزبورن في أغسطس 2010 للاحتجاج على قرار إغلاق المجلس. حذر إيستوود أوزبورن من أن الإغلاق قد يؤدي إلى تقليل عدد شركات الإنتاج الأجنبية التي تختار العمل في المملكة المتحدة. أُطلقت حملة شعبية على الإنترنت وقُدمت عريضة من قبل أنصار المجلس.
بعكس ذلك، أيد عدد قليل من المهنيين، بما في ذلك مايكل وينر وجوليان فيلوز، قرار الحكومة. وردّت عدد من المنظمات الأخرى بإيجابية.
عند إغلاق مجلس الفيلم البريطاني في 31 مارس 2011، ذكرت صحيفة الجارديان أن: «الميزانية السنوية الكاملة لمجلس الفيلم البريطاني بلغت 3 ملايين جنيه إسترليني، بينما تقدر تكلفة إغلاقه وإعادة هيكلته بما يقرب أربعة أضعاف هذا المبلغ». ويقدّر أن أحد أفلام المجلس الأخيرة، خطاب الملك، كلّف 15 مليون دولار أمريكي وحقق 235 مليون دولار، إلى جانب الفوز بالعديد من جوائز الأوسكار. استثمر مجلس الفيلم البريطاني مليون دولار مقابل 34% من صافي الأرباح، وهي حصة قيمة ستنتقل إلى جمعية الأفلام البريطانية.